# Luis María Ramírez Boettner
Luis María Ramírez Boettner (Asunción, 13 de marzo de 1918–Asunción, 25 de julio de 2017) fue un abogado y diplomático paraguayo.

## Biografía
Ramírez Boettner culminó el bachiller en Filosofía y Letras por la Universidad de Chile (1934). Estudió leyes en la Universidad Nacional de Asunción, egresando con el título de abogado en 1940; posteriormente obtuvo una maestría en la Harvard Law School (1942) y un doctorado en la University of Michigan Law School (1944).
Durante el gobierno de Juan Carlos Wasmosy se desempeñó como Ministro de Relaciones Exteriores del Paraguay (16 de diciembre de 1993 al 9 de mayo de 1996).